# Sebastian Deyle

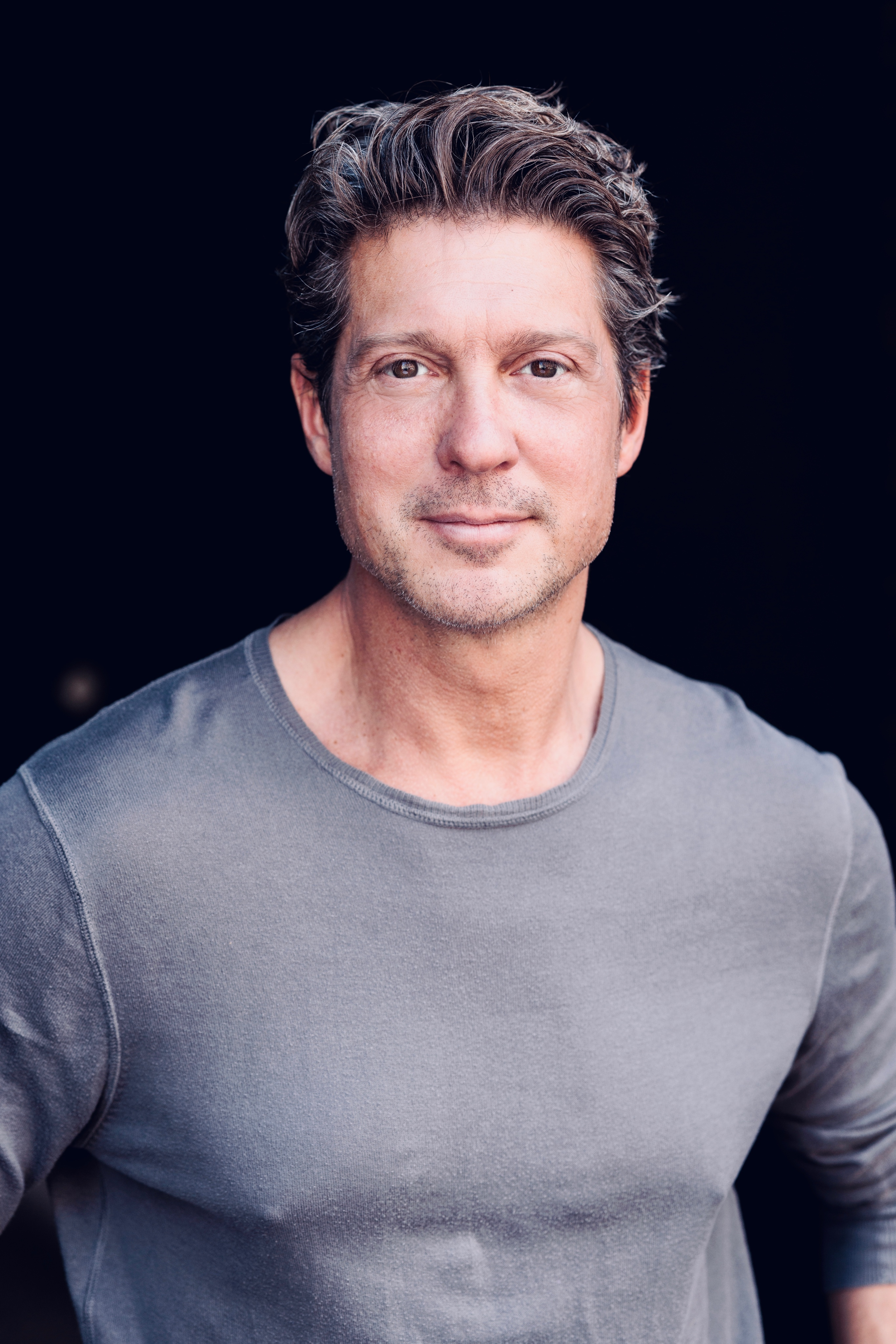
Sebastian Deyle (2024)

Sebastian Tobias Deyle (* 26. November 1977 in Bad Friedrichshall) ist ein deutscher Schauspieler, Moderator, Musiker und Unternehmer.

## Leben
Sebastian Deyle wurde als Sohn des Dirigenten Walter Deyle und der Lehrerin Uta Deyle in Bad Friedrichshall geboren. Er begann früh mit dem Klavierspielen und erhielt während seiner Grundschul- und Gymnasialzeit eine klassische Klavierausbildung bei der US-amerikanischen Konzertpianistin Martha Bartles in Stuttgart.
Er besuchte das Albert-Schweitzer-Gymnasium in Neckarsulm und machte anschließend das Abitur im Jahre 1998 am Wirtschaftsgymnasium der Gustav-von-Schmoller-Schule in Heilbronn. Schon während der Schulzeit war er als Schauspieler in der RTL-Serie Unter uns tätig. Nach drei Monaten Zivildienst wurde Deyle für Dreharbeiten in München offiziell freigestellt. Fast vier Jahre spielte er die Rolle des Nik Schubert in der ARD-Vorabendserie Marienhof.
Mit der Single Melody of Life erreichte er im Herbst 2000 die Top 50 der deutschen Charts. Wenige Monate später erschien das Album Songs from the Night Before, zu dem der US-amerikanische Sänger Joshua Kadison Songs beisteuerte.
Im Sommer 2001 übernahm Deyle die Moderation der Prominenten-Rateshow Quizfire im Nachmittagsprogramm von Sat.1. Ebenfalls 2001 moderierte Deyle zusammen mit Nova Meierhenrich die Popkomm-Gala live aus der Kölnarena sowie die Silvestergala am Brandenburger Tor in Berlin. 2002 war Deyle bei beiden Shows erneut Gastgeber. 2003 drehte Sebastian Deyle den ProSieben-Film Wilde Jungs, zu dem er auch den Titelsong sang.
2004 wechselte Deyle zurück zur ARD und löste dort Max Schautzer als Gastgeber der Show Immer wieder sonntags ab. Im selben Jahr moderierte Deyle in der ARD die Primetime-Show Für Dich tu ich alles. Die Rezeption in den Medien war negativ. Die Sendung wurde nach sechs Folgen nicht verlängert.
Ende des Jahres moderierte Deyle in der Kölnarena die Gala Best of Musical für den WDR.
Ende 2005 kehrte Deyle in der Rolle des Maxim Klinker-Emden in der Telenovela Sturm der Liebe auf den Bildschirm zurück. Nach einem Jahr verließ er die Serie und zog nach Berlin. Im Herbst 2011 stand er erneut in dieser Rolle vor der Kamera. 2007 drehte Deyle den ZDF-Fernsehfilm Im Tal der wilden Rosen und gründete die Filmproduktionsfirma Goodstuff-Pictures. Von November 2009 bis Februar 2010 (Folge 166–227) war er als Oliver Woiter in der ZDF-Telenovela Alisa – Folge deinem Herzen zu sehen.
2011 nahm er an der Castingshow The Voice of Germany teil, scheiterte aber in den Blind Auditions.
Beim Sat.1-Promiboxen am 8. März 2013 unterlag er Mola Adebisi.
Nach zweieinhalb Jahren Beziehung mit Sandra Naujoks war Deyle ab 2011 mit der Germany’s-Next-Topmodel-Finalistin Rebecca Mir liiert. Die Beziehung endete im April 2012.
Deyle engagiert sich aktiv im Kampf gegen Blutkrebs. So wirkte er bei einem Plätzchenbuch zu Gunsten der Deutschen Knochenmarkspenderdatei (DKMS) mit und ist dort selbst als Stammzellspender registriert. 2014 unterstützte er die Tierschutzorganisation Vier Pfoten. Gemeinsam setzen sie sich mit der Kampagne Brüll für mehr Menschlichkeit für Tiere für ein Verbot von Wildtieren in deutschen Zirkussen ein.
2016 gründete Deyle das Start-up-Unternehmen Goodstuff-Media GmbH mit Sitz in Berlin, das Virtual-Reality-Inhalte aus den Bereichen Musik und Entertainment anbietet. Er ist geschäftsführender Gesellschafter und Hauptanteilseigner dieses Unternehmens.
Ende 2017 stand Deyle in der vom ZDF für funk produzierten Webserie Offscreen an der Seite von Sila Sahin wieder als Schauspieler vor der Kamera. Von Dezember 2023 bis November 2024 war Deyle gemeinsam mit Diana Staehly als Hauptdarsteller in der ARD-Serie Rote Rosen zu sehen.
Im September 2024 vermeldete SAT.1, dass Deyle die männliche Hauptrolle in der neuen Vorabendserie Frieda - mit Feuer & Flamme übernehmen werde, die ursprünglich ab Februar 2025 täglich um 18:00 Uhr auf SAT1 ausgestrahlt werden sollte.

## Filmografie
- 1998: Unter uns (Fernsehserie, 9 Folgen als Simon Auerbach)
- 1999–2002: Marienhof (Fernsehserie, 671 Folgen, Hauptrolle als Nik Schubert)
- 2000–2002: SOKO München (Fernsehserie, 2 Folgen, verschiedene Rollen)
- 2000: Streit um drei (Fernsehserie, 1 Folge)
- 2000: Flashback – Mörderische Ferien
- 2001–2002: In aller Freundschaft (Fernsehserie, 2 Folgen)
- 2003: Wilde Jungs
- 2005–2006, 2011: Sturm der Liebe (Fernsehserie, 151 Folgen als Maximilian Klinker-Emden)
- 2007: Im Tal der wilden Rosen: Ritt ins Glück
- 2008: Happy Hour (Kurzfilm)
- 2008: Stranger (Kurzfilm)
- 2009: Das total verrückte Wochenende
- 2009: Waffenstillstand
- 2009–2010: Alisa – Folge deinem Herzen (Fernsehserie, 62 Folgen als Oliver Woiter)
- 2009–2011: Der Landarzt (Fernsehserie, 3 Folgen als Andreas Jeschke)
- 2017: Offscreen (Webserie)
- 2019: Rosamunde Pilcher – Pralinen zum Frühstück
- 2023–2024: Rote Rosen (Fernsehserie, 176 Folgen als Dr. Klaas Jäger)

### Moderationen
- 1999: Bravo TV Special, RTL II
- 2000: VIVA Interaktiv, VIVA, Co-Moderation als Starmoderator
- 2000: The Dome, RTL 2, Co-Moderation
- 2001–2003: Quizfire, Sat.1, tägliche Moderation
- 2001: Stars 2001 – Die Popkomm Gala, Sat.1, Moderation
- 2001: Silvestergala, Sat.1
- 2002: Stars 2002 – Die Popkomm Gala, Sat.1, Moderation
- 2002: Silvestergala, Sat.1
- 2004: Für dich tu ich alles, Das Erste, Moderation
- 2004: Immer wieder sonntags, Das Erste, Moderation
- 2004: Best of Musical 2004 – Die Tour, Moderation

### Weitere Auftritte in Film und Fernsehen
- 2012: Mein Mann kann (mit Rebecca Mir)
- 2013: Das große Sat.1 Promiboxen
- 2016: Die große ProSieben Völkerball Meisterschaft 2016
- 2025: Das 1% Quiz